# 立法院議政博物館
24°03′11.5″N 120°42′00″E / 24.053194°N 120.70000°E
立法院議政博物館是立法院的議政史料博物館，位於臺中市霧峰區臺灣省議會紀念園區內的博物館，是中華民國唯一的國家級議政博物館。

## 歷史
- 2004年，立法院各黨團共同連署提出《立法院組織法部分條文修正草案》提案，建議增設議政博物館等單位，經立法院程序委員會列入委員提案第5674號。12月24日，立法院三讀通過《立法院組織法》部分條文修正案。
- 2005年1月12日，《立法院組織法》修正條文經中華民國總統陳水扁公布後，立法院將增設中南部服務中心與議政博物館。
- 2007年1月1日，立法院於「原臺灣省議會紀念園區」成立立法院議政博物館、立法院中南部服務中心。
- 2008年5月，議政博物館動工，隔年完工。
- 2019年1月，承接原臺灣省諮議會的「臺灣省議會會史館」，未來將其規劃為第二展館。[1]

## 歷任館長
| 任別 | 姓名   | 就職時間      | 卸任時間      |
| ---- | ------ | ------------- | ------------- |
| 1    | 陳武雄 | 2007年1月1日  | 2008年7月6日  |
| 2    | 賴大順 | 2008年7月6日  | 2013年10月6日 |
| 3    | 賈鴻奎 | 2013年10月7日 | 2014年3月16日 |
| 4    | 黃淑梅 | 2014年3月17日 | 2019年1月24日 |
| 5    | 陳坤明 | 2019年1月24日 | 2020年1月15日 |
| 6    | 王俊傑 | 2020年3月13日 | 2020年8月16日 |
| 7    | 白智榮 | 2020年8月17日 | 2024年8月15日 |
| 8    | 顏己喨 | 2024年9月10日 | 現任          |

## 內部展區
常態展
- 第一展區：認識立法院
- 第二展區：新世紀立法院
- 第三展區：國會外交
- 第四展區：國民參政會議政史料展
- 第五展區：立法院珍貴史料暨歷任院長文物展
- 第六展區：臺灣地方議政展
- 第七展區：國民大會憲政史料展
- 立法院議政博物館~第二展館

特展

## 組織
- 館長 
  - 副館長 
    - 秘書
      - 編纂
      - 編審

- 第一科
- 第二科

## 外部連結
- 立法院議政博物館 （页面存档备份，存于）（中文）